# Tetraria mlanjensis
Tetraria mlanjensis là loài thực vật có hoa trong họ Cói. Loài này được J.Raynal miêu tả khoa học đầu tiên năm 1972.